# شورای جهانی آموزش غواصی تفریحی
شورای جهانی آموزش غواصی تفریحی (WRSTC) نهادی است که به ایمنی غواصی تفریحی در سراسر جهان می‌پردازد. هدف اولیه WRSTC توسعه حداقل استانداردهای آموزش غواصی تفریحی در سراسر جهان است. این شورا که توسط سازمان‌های بین‌المللی به رسمیت شناخته شده‌است وظیفه پیاده‌سازی استانداردهای جهانی غواصی تفریحی و رسیدگی به مسائل محلی و ملی غواصی و تنظیم مقررات آن را بر عهده دارد.
WRSTC مکانیزمی برای همکاری در سراسر جهان برای رسیدن به سازگاری بین‌المللی در دوره‌های آموزشی غواصی تحت حداقل استانداردها به وجود آورده‌است. سازمان‌های عضو شورای جهانی آموزش غواصی تفریحی، با پذیرش مسئولیت و ارتقاء ایمنی غواصی تفریحی و تبعیت و سازگاری با استانداردهای بین‌المللی آن و کسب اعتبار از WRSTC در این امر شورا را یاری می‌نمایند.
این شورا مستقر در ایالات متحده و متشکل از آژانس‌های آموزشی است که به معیارهای عضویت در اعمال استانداردهای جهانی و تبدیل به یک عضو از اعضای WRSTC پایبند می‌باشند.

## تاریخچه
این شورا در سال ۱۹۹۹ و به پیشنهاد سازمان استاندارد جهانی، سازمان استاندارد مرکزی اروپا، سازمان جهانی کار، سازمان جهانی گردشگری و با استقبال سازمان‌های آموزشی غواصی تفریحی تأسیس گردید و به ایمنی و نظارت بر کلیه فعالیت‌های غواصی در سراسر جهان اختصاص یافت و سازمانهای آموزش غواصی از طریق عضویت در آن، به مکانیسم WRSTC برای همکاری در سراسر جهان برای رسیدن به سازگاری بین‌المللی در دوره‌های آموزشی غواصی که حداقل استانداردهای ان است ایمان داشته و می‌کوشند.

## اعضا
اعضای WRSTC، سازمان‌های ملی یا منطقه ای متشکل از سازمان آموزش غواصی می‌باشند که در مجموع حداقل ۵۰٪ از گواهینامه‌های غواصی سالانه در کشور خود یا منطقه عملیاتی خود را پوشش می‌دهند.

### اعضای آمریکا
IDEA - International Diving Educators Association
PADI - Professional Association of Diving Instructors
PDIC - The Professional Diving Instructors Corporation
SDI - Scuba Diving International
SSI - Scuba Schools International

### اعضای اروپا
RSTC Europe
ACUC - ACUC International
BARAKUDA - BARAKUDA International Aquatic Club
DAN - DAN Europe
IDEA Europe - International Diving Educators Association
NASDS Germany - National Association of Scuba Diving Schools
PADI Europe - Professional Association of Diving Instructors
PADI International Limited - Professional Association of Diving Instructors
PADI Nordic - Professional Association of Diving Instructors
PSS - Professional Scuba Schools
SDI Germany - Scuba Diving International
SNSI - Scuba Nitrox Safety International
SSI Europe - Scuba Schools International

### اعضای ژاپن
Japan C-Card Council
PADI Japan - Professional Association of Diving Instructors
SSI Nippon - Scuba Schools International

### اعضای کانادا
RSTC Canada
ACUC Canada - ACUC International
PADI Canada - Professional Association of Diving Instructors
SDI North America - Scuba Diving International